# Marriage Is a Private Affair
Marriage Is a Private Affair és una pel·lícula estatunidenca de Robert Z. Leonard, estrenada el 1944.

## Argument
En aquest lleuger drama domèstic, Lana Turner és la núvia, John Hodiak el nuvi. James Craig és l'home estrany, que segueix Turner quan Hodiak va a lluitar a la guerra.

## Producció
La pel·lícula,dirigida per Robert Z. Leonard sobre un guió de David Hertz, Lenore J. Coffee, Michael Kanin i Ring Lardner Jr. i un argument de Judith Kelly (autora de la novel·la), va ser produïda per Pandro S. Berman per la Metro-Goldwyn-Mayer i rodada en els estudis de la Metro-Goldwyn-Mayer a Culver City, Califòrnia, de meitat de gener a l'inici d'abril de 1944.
L'aprovació del guió havia sofert diversos els retards a causa de la trama qui, segons els censors, posava en dubte la institució del matrimoni. Els drets per l'argument de la novel·la havien estat adquirits ja el 1941 però la producció va ser aprovada solament el gener de 1943.

## Repartiment
- Lana Turner: Theo Scofield West
- James Craig: Capità Miles Lancing
- John Hodiak: Tinent Tom Cochrane West
- Frances Gifford: Sissy Mortimer
- Hugh Marlowe: Joseph I. Murdock
- Natalie Schafer: Sra. Irene Selworth
- Keenan Wynn: Major Bob Wilton
- Herbert Rudley: Ted Mortimer
- Paul Cavanagh: M. Selworth
- Morris Ankrum: M. Ed Scofield
- Jane Green: Martha
- Tom Drake: Bill Rice
- Shirley Patterson: Mary Saunders
- Neal Dodd: Ministre
- Nana Bryant: Infermera